# Nuša Lužnik
Nuša Lužnik (* 12. Juni 2006 in Slovenj Gradec) ist eine slowenische Leichtathletin, die im Kugelstoßen sowie im Diskuswurf an den Start geht.

## Sportliche Laufbahn
Erste internationale Erfahrungen sammelte Nuša Lužnik im Jahr 2022, als sie bei den U18-Balkan-Meisterschaften in Bar mit einer Weite von 39,64 m die Bronzemedaille im Diskuswurf gewann und im Kugelstoßen mit 14,56 m den fünften Platz belegte. Anschließend gelangte sie bei den U18-Europameisterschaften in Jerusalem mit 39,97 m auf den elften Platz im Diskusbewerb und verpasste im Kugelstoßen mit 14,02 m den Finaleinzug. Kurz darauf belegte sie beim Europäischen Olympischen Jugendfestival (EYOF) in Banská Bystrica mit 38,92 m den vierten Platz im Diskuswurf und wurde mit der Kugel mit 13,21 m Zehnte. Im Jahr darauf belegte sie beim EYOF in Maribor mit 45,74 m den fünften Platz im Diskusbewerb und gewann anschließend bei den U18-Balkan-Meisterschaften in Sivas mit 42,93 m die Silbermedaille. Zudem belegte sie dort mit 14,04 m den sechsten Platz im Kugelstoßen. 2024 belegte sie bei den U20-Balkan-Hallenmeisterschaften in Belgrad mit 13,49 m den fünften Platz im Kugelstoßen und im Jahr darauf gewann sie bei den U20-Balkan-Hallenmeisterschaften in Sofia mit 14,55 m die Silbermedaille. Im Juni belegte sie bei der 2. Liga der Team-Europameisterschaft in Maribor mit 14,95 m den fünften Platz und anschließend gelangte sie bei den U20-Balkan-Meisterschaften in Craiova mit 13,80 m ebenfalls auf Rang fünf. Daraufhin verpasste sie bei den U20-Europameisterschaften in Tampere mit 13,39 m den Finaleinzug. 
In den Jahren 2024 und 2025 wurde Lužnik slowenische Hallenmeisterin im Kugelstoßen sowie 2025 im Freien.

## Persönliche Bestleistungen
- Kugelstoßen: 15,23 m, 3. August 2025 in Celje
- Diskuswurf: 46,09 m, 11. Juni 2023 in Ptuj